# Granadero Baigorria
Granadero Baigorria är en ort i Argentina.   Den ligger i provinsen Santa Fe, i den centrala delen av landet, 290 km nordväst om huvudstaden Buenos Aires. Granadero Baigorria ligger 32 meter över havet och antalet invånare är 32 427.
Terrängen runt Granadero Baigorria är mycket platt. Runt Granadero Baigorria är det tätbefolkat, med 476 invånare per kvadratkilometer.. Närmaste större samhälle är Rosario, 12,4 km sydost om Granadero Baigorria. 
Runt Granadero Baigorria är det i huvudsak tätbebyggt.